# Çaykıyı, Almus
Çaykıyı là một xã thuộc huyện Almus, tỉnh Tokat, Thổ Nhĩ Kỳ. Dân số thời điểm năm 2011 là 324 người.